# BANZAI (木村カエラの曲)
「BANZAI」（バンザイ）は、木村カエラのメジャー14作目のシングルで、2009年5月8日にコロムビアミュージックエンタテインメントから発売される。

## 解説
- 初回限定盤に付くDVDには、「saku saku」スペシャルロケを収録。また、初回限定盤と通常盤ではジャケットが異なる。
- アルバム『HOCUS POCUS』とのＷ購入者特典がある（応募券封入）。

## 曲目
全作詞:木村カエラ
1. BANZAI
作曲:木幡太郎、編曲:avengers in sci-fi
TBS系『S☆1』テーマソング
TNCテレビ西日本『ゴリパラ見聞録』初代テーマソング
2. HOCUS POCUS
作曲:ミト、編曲:高橋健太郎
毎日放送ドラマ『子育てプレイ』テーマソング
3. BANZAI (Instrumental)
4. HOCUS POCUS (Instrumental)

## 収録アルバム
- HOCUS POCUS (#1,2、#1はalbum ver.)
- 5years (#1)